# Parafia Jefferson
Parafia Jefferson (ang. Jefferson Parish) – parafia cywilna w stanie Luizjana w Stanach Zjednoczonych. Obszar całkowity parafii obejmuje powierzchnię 665,42 mil2 (1 723,45 km²). Według danych z 2010 r. parafia miała 432 552 mieszkańców. Parafia powstała w 11 lutego 1825 roku i nosi imię Thomasa Jeffersona - trzeciego prezydenta Stanów Zjednoczonych.

## Sąsiednie parafie
- Parafia St. Tammany (północ)
- Parafia Nowy Orlean (wschód)
- Parafia St. Bernard (wschód)
- Parafia Plaquemines (wschód)
- Parafia Lafourche (zachód)
- Parafia St. Charles (zachód)

## Miasta
- Grand Isle
- Gretna
- Harahan
- Jean Lafitte
- Kenner
- Westwego

## CDP
- Avondale
- Barataria
- Bridge City
- Elmwood
- Estelle
- Harvey
- Jefferson
- Lafitte
- Marrero
- Metairie
- River Ridge
- Terrytown
- Timberlane
- Waggaman
- Woodmere